# Denis Kambouchner
Pour les articles homonymes, voir Kambouchner.
Denis Kambouchner, né le 26 juin 1953 à Paris, est un philosophe et historien de la philosophie français, spécialiste de Descartes. Le patronyme Kambouchner est d'origine bessarabe.

## Biographie

### Jeunesse et études
Il est reçu à l'École normale supérieure de la rue d'Ulm en 1974. Il est admis à l'agrégation de philosophie en 1976.

### Parcours professionnel
Il commence sa carrière comme enseignant à l'université de Besançon. Il enseigne ensuite à l’École normale supérieure, avant d'être élu professeur à Clermont-Ferrand, puis à Paris-Nanterre, avant de rejoindre l'université Paris I en 2000, dont il est depuis 2019 professeur émérite.
Il a été, de 2008 à 2011, président du jury des concours externe et interne de l'agrégation de philosophie. 

## Apports
En rédigeant une thèse d'État en 1990 (sous la direction de Geneviève Brykman), puis en publiant L’Homme des Passions (en 1995), Denis Kambouchner a contribué à accorder une nouvelle importance au traité de Descartes, les Passions de l’Âme (1649), qui était jusqu’à ses travaux relativement ignoré par la littérature secondaire. L’Homme des Passions porte la trace de l’enseignement de Derrida reçu à l'École normale supérieure, à la fois par l’attention soutenue portée au texte de Descartes, et par l’interrogation constante sur ses difficultés intrinsèques et ses apories. Cet ouvrage a participé à la remise en cause l'image d'un Descartes simplement dualiste, et a attiré l'attention des commentateurs sur l'importance de la théorie de l'union de l'âme et du corps. Il a notamment critiqué la lecture par Damasio de la philosophie de Descartes sur ces questions.
Historien de la philosophie très documenté, Denis Kambouchner est à l'origine d'une réflexion particulièrement riche sur Descartes. Il s'inscrit dans la lignée des commentateurs pour lesquels la fréquentation assidue des textes classiques forme un objet d'étude inépuisable. Il occupe, au sein de la philosophie française contemporaine, une place de premier plan, et préside depuis 2019 la Société française de philosophie. À ce titre, il est directeur de publication de la Revue de métaphysique et de morale.
Auteur d’ouvrages techniques reconnus dans le monde universitaire sur la philosophie morale ou la métaphysique de Descartes, il a également écrit en 2015 un ouvrage adapté à un public plus large, Descartes n’a pas dit […], et est intervenu à l'occasion dans des journaux pour rectifier certains préjugés sur le philosophe français. Il a également publié des travaux en philosophie de l’éducation et de la culture.
Il dirige l'édition des Œuvres complètes de Descartes chez Gallimard, dans la collection « Tel » (8 volumes parus entre 2009 et 2023), ainsi que celle des Œuvres de Descartes dans « La Pléiade » (2 tomes, 2024).

## Prises de positions
Il s'est illustré dans le débat public par des interventions concernant les politiques éducatives. En août 2000, il publie un traité de réfutation des positions pédagogiques de Philippe Meirieu, sous le titre polémique Une école contre l'autre . Il affirme l'urgence d'ouvrir à nouveau la réflexion philosophique sur l'école :
« Exception faite de quelques travaux courageux, il faut bien faire état d'une sorte d'assèchement, dont témoignent aussi bien l'inexistence presque absolue de la philosophie de l'éducation comme spécialité universitaire que le faible intérêt marqué dans l'Université et autour d'elle pour la définition des tâches, contenus et structures d'un nouvel enseignement de masse. »
Hostile aux réformes proposées par Lionel Jospin, il prône le retour à une éducation plus classique. Lorsque Luc Ferry et Jack Lang publient une tribune contre Xavier Darcos et les nouveaux programmes scolaires, il prend la plume pour apporter son soutien dans Le Monde à la politique du Ministre de l'Éducation nationale. Il écrit à cette occasion :
« Au principe « enseigner moins pour enseigner mieux », il s'agit donc de préférer cet autre : « enseigner mieux en enseignant plus » - « plus ne voulant pas dire ici plus longtemps, mais en transmettant davantage, à commencer par les bases. Un tel principe est-il réactionnaire ? Nullement. Sera-t-il aisément reçu ? C'est autre chose ». »
Son dernier ouvrage, Quelque chose dans la tête, s'adresse à la fois aux adultes et aux adolescents. Il insiste sur la nécessité d'une culture large de toutes les « choses les plus belles » chez les enfants, tout en montrant la nécessité de prendre « une certaine liberté à l’égard des produits culturels de masse et des systèmes de captation de l’attention ».